# Думтом
Думтом — река в России, протекает в Чердынском районе Пермского края. Устье реки находится в 332 км по правому берегу реки Колва. Длина реки составляет 11 км.
Исток реки в предгорьях Северного Урала в 6 км к северо-востоку от деревни Черепаново. Генеральное направление течения — юго-восток. Всё течение проходит по ненаселённой местности, среди холмов, покрытых лесом. В нижнем течении река полностью уходит под землю, в карстовые поноры. Впадает в Колву у скалы Бесов Камень в 12 км к востоку от Черепанова.

## Данные водного реестра
По данным государственного водного реестра России относится к Камскому бассейновому округу, водохозяйственный участок реки — Кама от водомерного поста у села Бондюг до города Березники, речной подбассейн реки — бассейны притоков Камы до впадения Белой. Речной бассейн реки — Кама.
Код объекта в государственном водном реестре — 10010100212111100005645.